# سیل‌های ۲۰۲۱ چین
سیل‌های ۲۰۲۱ چین تعدادی سیل است که از ماه ژوئن ۲۰۲۱ شروع شد وباعث بروز خسارت‌هایی در چین گردید، بیشتر این سیل‌ها ناشی از بارش باران شدید در نواحی مختلف بود. بنا بر اعلام سازمان جهانی هواشناسی، بیشتر اوقات بارش‌های شدید به خاطر تغییر اقلیم در چین است. سیل ۲۰۲۱ هنان، شاخص‌ترین سیل در میان آنها بود که ۳۹۸ نفر کشته یا مفقودی برجای گذاشت.